# Oculotoxicidad
La toxicidad ocular u oculotoxicidad es la toxicidad que puede padecer el sistema ocular y visual. Esta puede venir causada por la exposición tanto ambiental como ocupacional, a sustancias gaseosas y volátiles. Además, también puede suceder como efecto adverso de diversos fármacos. De entre todos los tejidos oculares, las dianas principales de los tóxicos son la conjuntiva, la córnea, el cristalino, el epitelio pigmentado retiniano, retina y nervio óptico.

## Toxicidad en la córnea
Proporciona una superficie de refracción transparente que, mediante su curvatura, permite la proyección de la imagen sobre la retina.

### Ácidos
Como el ácido sulfúrico o ácido clorhídrico. Ocasionan enturbiamiento de la córnea e hinchazón del estroma corneal reversible (quemosis). En situaciones más graves, el epitelio corneal se opacifica, se necrosa y puede desintegrarse. Por último, puede suceder una pérdida total de la sensibilidad dolorosa, causada por degeneración de las terminaciones nerviosas nociceptivas.

### Bases
Como el hidróxido amónico o el hidróxido sódico. Penetran con rapidez en los tejidos oculares, ocasionando daños directamente proporcionales con su grado de alcalinidad. En una primera fase destruyen los lípidos de membrana, produciendo necrosis, hidratación de la matriz de colágeno e hinchazón corneal. Provocan un aumento de la presión intraocular, pero si la lesión alcanza el cuerpo ciliar, esta presión disminuye al alterarse la formación del humor acuoso. Después de suceder el daño, comienza la fase de regeneración corneal. Sin embargo, a las 2-3 semanas linfocitos y fibroblastos se infiltran en los tejidos dañados, lo que provoca una úlcera del estroma corneal. Este proceso se detiene al finalizar la regeneración de la córnea.

### Disolventes orgánicos
Los disolventes muy lipófilos pueden dañar el epitelio corneal y producir hinchazón del estroma corneal. La parte dañada se regenera en unos días y no quedan lesiones. En contacto con vapores de disolventes puede producir pequeñas vacuolas transparentes que pueden ser asintomáticas o acompañarse de irritación y lagrimeo.

### Sustancias tensioactivas
Su toxicidad depende de la carga que posean. De esta manera, los surfactantes catiónicos son más nocivos que los aniónicos, y estos a su vez lo son más que los surfactantes neutros. Actúan alterando las barreras hidrolipídcas de la córnea.

## Toxicidad en el cristalino
El cristalino se encarga de centrar la imagen visual en la retina. Algunos tóxicos que afectan al cristalino son:

### Corticosteroides
Producen cataratas por dos hipotéticos mecanismos. El primero consistiría en la alteración del equilibrio electrolítico en el epitelio del cristalino, lo que alteraría la estructura de las células epiteliales. El otro mecanismo consistiría en una reacción con las proteínas cristalinas, produciendo complejos de inclusión corticosteroides-cristalina y dispersando la luz.

### Luz
La radiación UV es la más tóxica para el ojo. Induce la formación de radicales libres mediante un proceso de fotooxidación. Estos, son los responsables de la aparición de lesiones oxidativas que pueden acumularse en el tiempo.

### Naftaleno
Produce cataratas y degeneración de la retina. El agente inductor de cataratas es el metabolito 1,2-dihidro-1,2-dihidroxinaftaleno.

### Fenotiazinas
Se ha visto que los pacientes tratados con estos fármacos pueden presentar depósitos pigmentarios en ojos y piel. Actúan por combinación con la melanina, formando un compuesto fotosensible que reacciona con la luz solar y provoca la aparición de depósitos en el cristalino y en la córnea.

## Toxicidad en la retina
La retina de los mamíferos es muy vulnerable a lesiones estructurales inducidas por xenobióticos. Esto se debe a diversas razones como la elevada porosidad de los coriocapilares que irrigan la retina y el intenso riego sanguíneo que tienen.

### Cloroquina, hidroxicloroquina y mefloquina
Pueden causar una pérdida irreversible de la visión debido a la intensa afinidad que tienen por la melanina. Esta melanina se encuentra en la coroides, epitelio pigmentario retinal (RPE), iris y cuerpo ciliar. Sin embargo, para que esto suceda, la dosis tiene que ser superior a 400 mg/día. La principal manifestación de esta retinopatía por cloroquina es la retina en ojo de buey, que consiste en la aparición de una zona central oscura y pigmentada que engloba la mácula, rodeada por un anillo despigmentado y otro más externo pigmentado.

### Digoxina y digitoxina
Son dos glucósidos cardiotónicos que causan disminución de la visión, escotomas y alteraciones de la visión cromática. El mecanismo de acción se explica por la capacidad de estos compuestos de inhibir la bomba sodio-potasio ATPasa, localizada en la retina.

### Indometacina
Se ha visto que la administración prolongada de este fármaco a dosis de 50-200 mg/día durante 1-2 años produce salpicaduras pigmentarias en el RPE, alterando el campo visual y aumentando el umbral de adaptación a la oscuridad.

### Tamoxifeno
A dosis elevadas (180-240 mg/día) y durante aproximadamente dos años produce degeneración axonal irreversible de las áreas macular y perimacular. Como consecuencia disminuye la agudeza visual y se alteran los campos visuales. Además, a largo plazo a dosis de 20 mg/día puede aumentar la incidencia de queratopatías.

### Plomo
Puede causar ceguera, atrofia óptica, escotomas, parálisis de los músculos oculares y disminución de la función visual. Afecta principalmente a la retina y a los bastones.

### Metanol
Tiene como producto de metabolismo el ácido fórmico, difícil de eliminar para el ser humano. Este compuesto deteriora el SNC en una primera etapa. Tras eso hay un periodo de latencia de 12 a 24 horas tras el cual aparece acidosis fórmica y metabólica, que causa alteraciones sobre la visión y puede producir hasta el coma y la muerte. Las partes afectadas son la retina, los bastones y los conos, principalmente, pudiendo incluso aparecer microquistes en la retina. Parece que se explica porque el formiato interrumpe la fosforilación en los fotorreceptores. Se manifiesta con una visión borrosa al comienzo seguida de una disminución de la agudeza visual y finalmente pérdida de la visión.

### Disolventes orgánicos
Afectan a la integridad de los conos y bastones. Se han visto manifestaciones de pérdida de visión cromática y menor sensibilidad a los contrastes en operarios expuestos a disolventes como n-hexano, tricloroetileno, alcoholes, xileno y tolueno.

## Toxicidad en el nervio óptico
El nervio óptico conduce los impulsos visuales desde la retina hasta los distintos puntos de destino del SNC. Los trastornos se pueden llamar neuritis óptica, neuropatía óptica o atrofia del nervio óptico que significan inflamación, lesión o degeneración respectivamente del nervio óptico. La neuritis retrobulbar es la inflamación o afectación de la porción orbitaria del nervio óptico situada detrás del globo ocular. Produce los siguientes síntomas: disminución de la agudeza visual, de la sensibilidad al contraste y de la visión cromática. Los efectos tóxicos observados pueden deberse a lesión de las fibras del nervio óptico o de los somas neuronales de las células ganglionares de la retina.

### Acrilamida
Produce una axonopatía distal de los axones gruesos de los nervios periféricos y de la médula espinal.

### Disulfuro de carbono
Ocasiona una pérdida de la función visual acompañada de lesiones visibles en los vasos retinianos. Algunas alteraciones descritas son: escotomas centrales, pérdida de la sensibilidad visual en la periferia del campo visual, atrofia óptica, alteraciones pupilares, visión borrosa y trastornos para la percepción de los colores.

### Etambutol
Produce alteraciones del sistema visual relacionadas con la dosis como son las discromatopsias, menor sensibilidad a los contrastes de luz, disminución de la agudeza visual y reducción o pérdida del campo visual.

## Toxicidad en el sistema visual
La corteza visual recibe los primeros mensajes visuales procedentes del tálamo y tubérculo cuadrigémino superior.

### Plomo
La exposición a este metal durante la vida adulta o el desarrollo perinatal produce déficits estructurales, bioquímicos y funcionales en la corteza visual, lo que provoca cambios de amplitud y latencia de los potenciales provocados por el destello.

### Metilmercurio
Causa una reducción intensa y progresiva del campo visual, que se manifiesta con la sensación de estar mirando a través de un túnel. Durante la noche, la mala visión se hace aún más notoria.